# 왕전 (경보 선수)
왕전(중국어 간체자: 王镇, 정체자: 王鎭, 병음: Wáng Zhèn, 한자음: 왕진, 1991년 8월 24일~)은 중화인민공화국의 육상 선수로 주 종목은 경보이다. 2012년 하계 올림픽에서 경보 20km 부문 동메달을 획득했으며 2016년 하계 올림픽에서 경보 20km 금메달을 획득했다.

## 같이 보기
- 2012년 하계 올림픽 중국 선수단